# König-Georg-Gymnasium

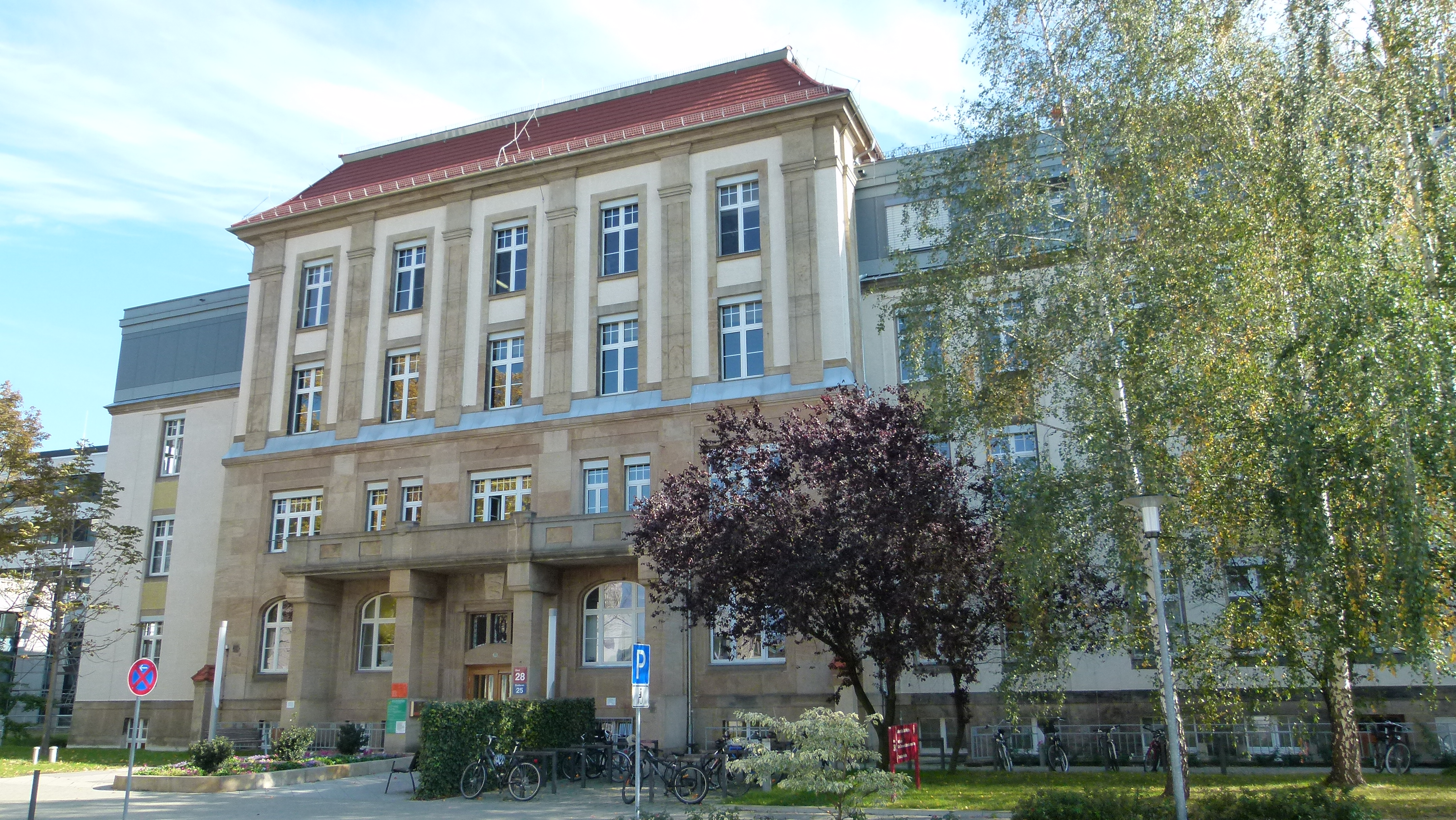
Fiedlerstraße 25 (2012)

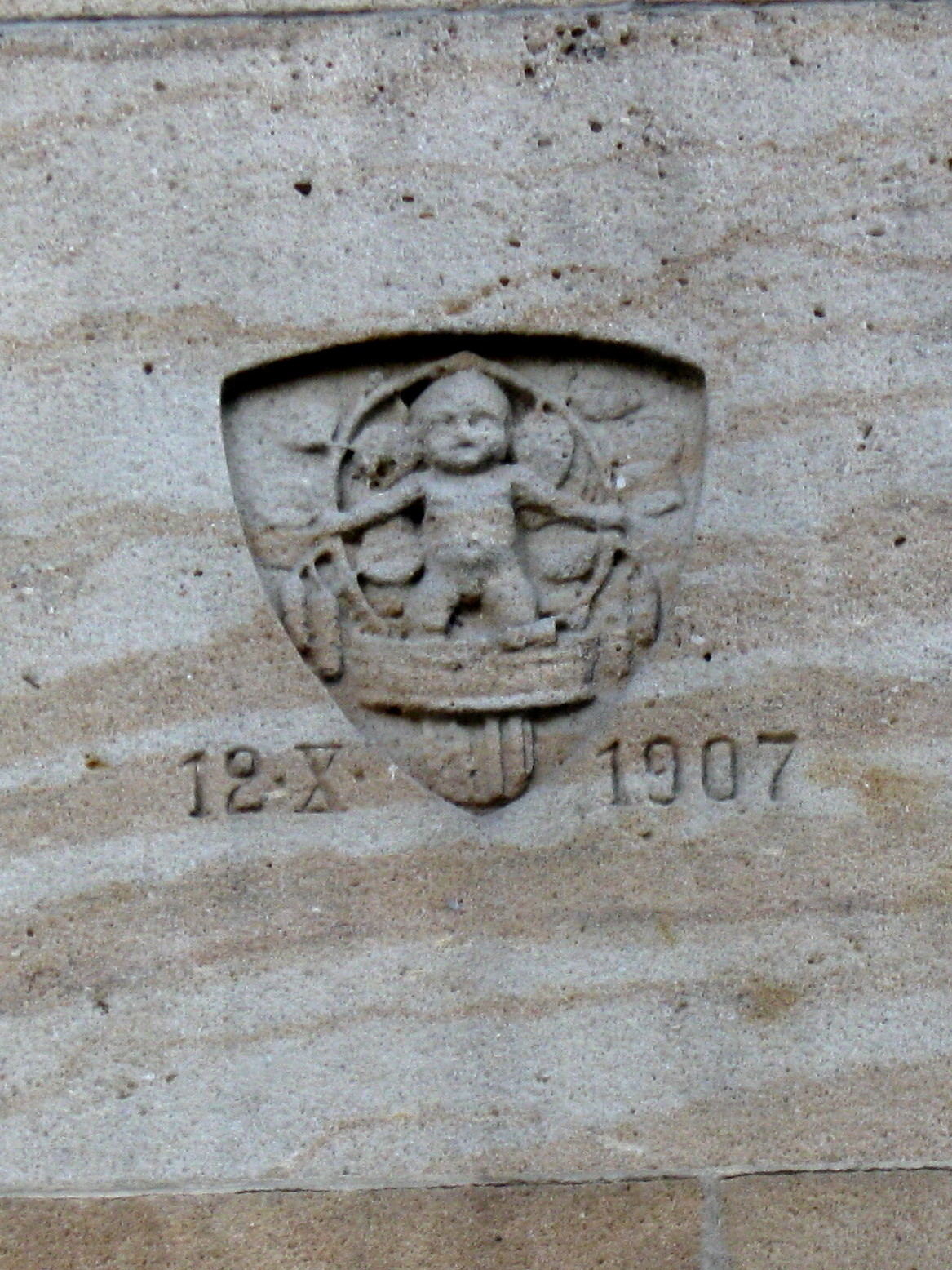
Signatur von Hans Erlwein am Gebäude von 1907

Das König-Georg-Gymnasium in Dresden wurde als erste humanistische Reformschule Sachsens am 21. April 1903 eröffnet, benannt nach dem 1902 bis 1904 regierenden König Georg. Am Fiedlerplatz wurde 1905 mit einem Neubau begonnen, den Stadtbaurat Hans Erlwein errichtete. Ausmalungen stammten vom Zunft-Mitglied Otto Gussmann, darunter das 1910 vollendete Deckengemälde im Festsaal. Neben dem Schulgebäude entstanden zwei Turnhallen sowie ein Waldgarten. Am 12. Oktober 1907 wurde das Gebäude eingeweiht.
Zum Konzept der Reformschule gehörte die besondere Förderung des Sprachunterrichts sowohl in Englisch und Französisch als auch in den alten Sprachen nach dem Vorbild des Goethe-Gymnasiums in Frankfurt am Main. Zu den Lehrern gehörte der Vertreter der Deutschkunde Walther Hofstaetter sowie der 1933 entlassene Will Grohmann, zu den Schülern unter anderem der Schauspieler Hans Otto, der Schriftsteller Erich Kästner und der Kunsthistoriker Fritz Löffler (letztere Abitur 1919). Während des Ersten Weltkrieges diente das Schulgebäude als Lazarett. 1916 erwarb die Schule ein Grundstück in Königstein-Halbestadt zur Einrichtung eines Schullandheimes, 1920 eine Wanderherberge in Reichenau bei Frauenstein. Nach ersten Einschränkungen aus Finanznot ab 1932 wurde die Schule 1933 durch die NS-Schulpolitik gleichgeschaltet. 1937 wurde das Gymnasium in eine Oberrealschule für Jungen umgewandelt. Zu den Schülern zwischen 1932 und 1940 gehörte der Politikwissenschaftler Iring Fetscher.
1943 richtete man in der Schule ein Hilfskrankenhaus ein, am 13./14. Februar 1945 wurde das Schulgebäude durch Bombentreffer beschädigt. Wie alle Schulen Dresdens wurde die Schule geschlossen. Mit der Wiedereröffnung 1946 wurde die König-Georg-Schule mit der Schillerschule in Blasewitz zusammengelegt und dort als Oberschule Dresden-Ost weitergeführt. Das frühere Schulhaus diente ab 1948 (endgültig) als Poliklinik der Medizinischen Akademie, dazu erfuhr es erhebliche Um- und Neubauten. Heute hat hier die Zahnklinik des Universitätsklinikums ihren Sitz.

## Lehrer
- Walter Eberhardt (1895–1981), Klassischer Philologe
- Rudolf Gasch (1863–1944), Autor, Lehrer und Turnpionier
- Will Grohmann (1887–1968), Kunsthistoriker und Kunstkritiker
- Walther Hofstaetter (1883–1968), Schulleiter und Germanist
- Kurt Schumann (1885–1970), Reformpädagoge und Heimatforscher

## Schüler
- Helmut Aris
- Karl-Heinz Bachmann
- Werner Böhme
- Richard Böhmig
- Iring Fetscher
- Max Funfack
- Ernst Hassebrauk
- Werner Juza
- Erich Kästner
- Horst Kempe
- Fritz Lickint
- Fritz Löffler
- Heinrich Menzel
- Hans Otto
- Gotthold Pahlitzsch
- Fritz Schaarschmidt
- Karl Georg Schmidt
- Willi Schmidt
- Horst Teichmann
- Alf Teichs